# Thémis Pánou
Thémis Pánou (grec moderne : Θέμης Πάνου) est un acteur grec né en 1960 à Istanbul. Il est le premier et le seul acteur grec masculin à avoir gagné la Coupe Volpi pour la meilleure interprétation masculine, en 2013 pour son rôle dans Miss Violence. Il est aussi acteur au Théâtre national de Grèce.

## Filmographie
- 2003 : Un ciel épicé de Tassos Boulmetis
- 2013 : Miss Violence d’Alexander Avranas.
- 2016 : Lines de Vassílis Mazoménos.
- 2019 : Adults in the Room de Costa-Gavras – Siágas.

## Distinctions
- 2013 : Coupe Volpi pour la meilleure interprétation masculine